# Telegrama Zimmermann

O telegrama Zimmermann como foi enviado de Washington ao México.

O Telegrama Zimmermann (em alemão: Zimmermann-Depesche; em espanhol: Telegrama Zimmermann) foi um telegrama codificado despachado por radiofrequência pelo ministro do exterior do Império Alemão, Arthur Zimmermann, em 16 de janeiro de 1917, para o embaixador alemão no México, Heinrich von Eckardt, no auge da Primeira Guerra Mundial.
O telegrama instruía o embaixador para se aproximar com o governo mexicano com a proposta de formar uma aliança militar contra os Estados Unidos. A proposta prometia ao México suas antigas terras tomadas pelos Estados Unidos caso o país aceitasse o acordo. O telegrama foi interceptado e decodificado por britânicos e seu conteúdo apressou a entrada dos Estados Unidos na Primeira Guerra Mundial em abril. A decifração é um dos triunfos de inteligência mais significativos para a Grã-Bretanha durante a Primeira Guerra Mundial, e uma das primeiras ocasiões em que inteligência de sinais influenciou os eventos mundiais.

## Telegrama
"No começo de fevereiro nós planejamos começar uma irrestrita guerra submarina. A despeito disso, é nossa intenção nos empenharmos em manter os Estados Unidos da América neutros.
No caso disso não ser bem sucedido, nós propomos uma aliança com as seguintes bases ao México: Que nós façamos guerra juntos e façamos paz juntos. Nós forneceremos um generoso suporte financeiro, e no nosso entendimento o México virá a reconquistar os territórios perdidos do Novo México, Texas e Arizona. Os detalhes do assentamento são deixados para você.
Você está instruído a informar o Presidente [do México] sobre acima na maior confidência assim que for certo que irá haver uma deflagração de guerra nos Estados Unidos e sugerir ao Presidente, em sua própria iniciativa, o convite ao Japão para imediatamente aderir a esse plano; ao mesmo tempo, oferecer-se para mediar as conversas entre Japão e nós mesmos.

Por favor chame a atenção do Presidente que o emprego implacável de nossos submarinos agora oferecem a perspectiva de forçar a Inglaterra a declarar paz em alguns meses."